# كيس دي بوير
كيس دي بوير (بالهولندية: Kees de Boer)‏ هو لاعب كرة قدم هولندي في مركز الوسط، ولد في 13 مايو 2000 في Volendam ‏ في هولندا. لعب مع سوانزي سيتي.

## وصلات خارجية
- كيس دي بوير على موقع قاعدة بيانات كرة القدم.إي يو (الإنجليزية)
- كيس دي بوير على موقع Soccerway.com (الإنجليزية)
- كيس دي بوير على موقع عالم كرة القدم.نت (الإنجليزية)